# Shoot the Dog
«Shoot the Dog» (в пер. с англ. «Застрелить собаку») — сингл британского певца Джорджа Майкла с альбома Patience, выпущенный в 2002 году.
Песня, получившая смешанную оценку критиков, широко известна благодаря скандальному видеоклипу. Объектами сатиры являются президент США Джордж Буш-младший и премьер-министр Великобритании Тони Блэр, которых Майкл обвиняет в развязывании Войны в Ираке.
Трек был исключён из американского издания альбома Patience. Буклет сингла содержит фотографию Буша и Блэра в ковбойских шляпах.

## Видеоклип
Видео начинается с панорамы Белого дома. Президенту Джорджу Бушу-младшему докладывают о текущем положении дел в стране. Буш (изображённый как наивный ребёнок) не понимает ни слова, поэтому генералу приходится пускаться в объяснения от лица ручной куклы. Начинается музыка, и в кабинет заходит Джордж Майкл (делает он это через туалет, что является отсылкой к знаменитому скандалу с его участием) и танцует вместе с Бушем и генералом.
В следующей сцене Майкл (в образе Гомера Симпсона) терпит ряд неудобств от своего соседа и его собаки. Громкая музыка из дома соседа переполняет чашу терпения Майкла и его семьи, и он начинает охоту на собаку с водяным пистолетом (но оказывается «подстрелённым» ей же). Три трансвестит-версии Майкла (одна из них одета как Мардж Симпсон) танцуют и исполняют бэк-вокал (несмотря на вмешательства Джери Халлиуэлл).
Джордж Майкл (в обычном образе) идёт к лужайке перед Белым домом, где Буш в компании Тони Блэра играют с собакой; Буш бросает мяч, но догонять его бросается Блэр, за что получает от Буша порцию ласки. Продолжая свою прогулку, Майкл заходит в Ирак, наступив на люк в момент запуска Саддамом Хусейном ядерной ракеты. Ракета вместе с Майклом (отсылка к финалу фильма 1964 года «Доктор Стрейнджлав, или Как я перестал бояться и полюбил бомбу») летит на Англию и попадает прямо в кровать четы Блэров; Шери Блэр пытается привлечь внимание мужа, но тот сосредоточен на вползающем на их кровать Буше.
В следующей сцене показаны образы Джорджа Майкла времён Wham!, Faith и Older. Блэр готовится поймать очередной мяч, брошенный Бушем, но последний трансформируется в ракету (отсылка к видео «Californication»), и та приземляется в доме Майклов/Симпсонов. Блэр вместе с семьёй смотрит телевизор. Телеведущий Тревор Макдональд объявляет о начале мировой войны, Блэр пожимает плечами и переключает на празднование Золотого юбилея королевы Елизаветы II. Джордж Майкл (с причёской Филипа Оки из The Human League) приземляется на балкон Букингемского дворца и танцует с королевой и одной из её корги. Принц Чарльз пытается повторить движения, но быстро выбивается из общего ритма.
Майкл прогуливается между двумя армиями солдат, готовыми вступить в вооружённый конфликт, вкладывая им в дула цветы (отсылка к акциям протеста против Вьетнамской войны), затем быстро раздевается и прыгает в кровать к Шери. Она переключает канал на Чемпионат мира по футболу; в кадре разминаются Дэвид Бекхэм и Пол Скоулз. Появляется Блэр к костюме американского футболиста, придаёт мячу соответствующую форму и выбрасывает его. Пьерлуиджи Коллина показывает красную карточку, а Дэвида Симена душат слёзы.
Тони Блэр «перегоняет» британский остров (с привязанной Ирландией) поближе к Соединённым Штатам (швартуясь к Статуе Свободы). Майкл танцует в костюме ковбоя, к нему на время присоединяются Блэр и Буш, покидая площадку. К Майклу присоединяются его клоны в разных костюмах (аллюзия на Village People). Буш и Блэр проходят через экран в ритме танго, и песня заканчивается.
Возвращение в Белый дом. Джорджу Бушу-младшему так понравилось представление, что он просит генерала повторить. Генерал в явном неудовольствии.
Производством клипа занималась британская сатирическая группа 2DTV, работавшая на ITV.

## Список композиций
| №  | Название                                         | Длительность |
| -- | ------------------------------------------------ | ------------ |
| 1. | «Shoot the Dog» (explicit album version)         | 5:03         |
| 2. | «Shoot the Dog» (Moogymen mix)                   | 7:19         |
| 3. | «Shoot the Dog» (Alex Kid Shoot The Radio remix) | 3:57         |
| 4. | «Shoot the Dog - видеоклип»                      | 5:31         |

## Чарты
| Страна         | Чарт                     | Позиция |
| -------------- | ------------------------ | ------- |
| Австралия      | ARIA Charts              | 36      |
| Австрия        | Ö3 Austria Top 40        | 41      |
| Валлония       | Ultratop 50              | 1       |
| Фландрия       | Ultratop 50              | 46      |
| Венгрия        | Mahasz                   | 7       |
| Великобритания | Official Charts Company  | 12      |
| Германия       | Media Control Charts     | 44      |
| Дания          | Tracklisten              | 1       |
| Европа         | European Hot 100 Singles | 28      |
| Ирландия       | IRMA                     | 23      |
| Испания        | PROMUSICAE               | 4       |
| Италия         | FIMI                     | 5       |
| Нидерланды     | Single Top 100           | 26      |
| Португалия     | AFP                      | 2       |
| Франция        | SNEP                     | 59      |
| Швейцария      | Schweizer Hitparade      | 14      |
| Швеция         | Sverigetopplistan        | 39      |
| Шотландия      | Official Charts Company  | 15      |

## Семплы
- The Human League — «Love Action»[2]
- ABC — «Be Near Me»
- Джордж Майкл — «Fastlove»